# Kecamatan Tangan-Tangan
Kecamatan Tangan-Tangan (indonesiska: Tangan-Tangan) är ett distrikt i Indonesien.   Det ligger i provinsen Aceh, i den västra delen av landet, 1 600 km nordväst om huvudstaden Jakarta.